# Ever Given
L'Ever Given (chinois : 長賜輪) est un grand porte-conteneurs construit au Japon. Il appartient à la classe G (en), qui en compte 10 autres. Le navire est exploité par la compagnie taïwanaise Evergreen Marine, bat pavillon panaméen, et sa gestion technique est sous la responsabilité de la société allemande de gestion des navires Bernhard Schulte Shipmanagement (BSM). En 2021, il est la cause de l’obstruction du canal de Suez durant six jours.

## Histoire

### Collision à Hambourg
Le 9 février 2019, le navire heurte et endommage gravement un transbordeur de la compagnie HADAG de vingt-cinq mètres de long à Blankenese, près du port de Hambourg. Deux minutes après la collision, une interdiction de circulation sur l'Elbe est émise en raison des vents violents.

### Échouement dans le canal de Suez

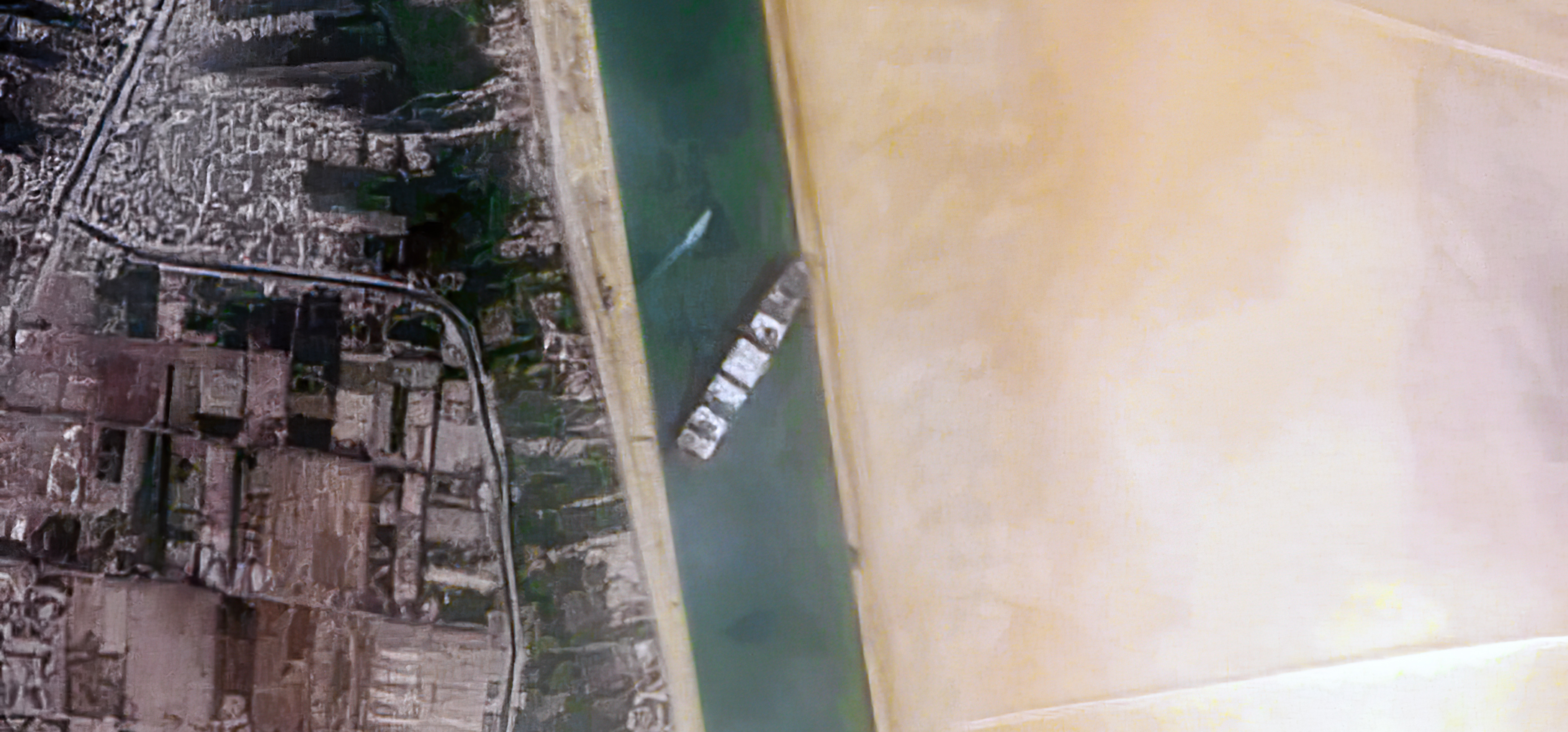
L'Ever Given en travers du canal de Suez, en mars 2021.

Le 23 mars 2021 à 7 h 40, durant son trajet vers Rotterdam, le navire traverse le canal de Suez ; il est alors le cinquième d'un convoi de vingt navires, mais s'y coince en diagonale, bloquant le canal. Evergreen Marine déclare que le navire s'échoue accidentellement à cause de rafales de vent. Le rapport d’enquête publié en juillet 2023 pointera la responsabilité des pilotes de la Suez Canal Authority, le navire lui-même étant en bon état.
L'incident bloque les deux sens de circulation du canal et crée un embouteillage de centaines de navires. Les conséquences sont majeures pour l'économie mondiale : la situation provoque une hausse des cours du pétrole et le coût de l'obstruction serait, selon le Lloyd's List, d'environ 400 millions de dollars par heure, cette estimation se basant sur la valeur des marchandises transitant chaque jour sur le canal,. 
Le 29 mars 2021, l'Autorité du canal de Suez déclare que le navire est réorienté à 80 % dans la bonne direction, ce qui est qualifié d'opération « réussie » par le président égyptien al-Sissi. Il est en outre estimé qu'il faudra trois jours et demi pour désengorger le canal où sont bloqués plus de 400 navires. Le même jour, à 13 h 15 GMT, le navire est dégagé, après l'intervention de la société néerlandaise Boskalis. Il a fallu retirer 30 000 m3 de sable et l'action de 13 remorqueurs pour le remettre à flot. Il est remorqué jusqu'au Grand Lac Amer, où il reste au mouillage à partir du 30 mars 2021, afin que les experts déterminent s'il est apte à naviguer et ce qu'il faut faire des 20 000 conteneurs à bord. Au début du mois d'avril 2021, le propriétaire du porte-conteneurs déclare l'avarie commune, qui permet la répartition solidaire des frais liés à l'accident entre le propriétaire du navire et ceux de la cargaison à bord. Le 4 juillet 2021, un accord est annoncé entre le propriétaire du navire et l'Autorité du canal de Suez sur l'indemnisation à verser à l'Autorité.
Le 7 juillet 2021, l'Ever Given lève l'ancre et reprend sa route après 100 jours d'immobilisation, à la suite d'un accord d'indemnisation entre l'Autorité du canal de Suez et la société propriétaire Shoei Kisen,.
L'Ever Given rejoint sa destination finale, le port de Rotterdam, le 29 juillet 2021.